# Кнід
Кнід (Κνίδος) — колонія лакедемонян на Тріопійському мисі карійського Херсонеса, збудована частково у Малій Азії, частково на острові, що поєднаний із сушею дамбами, з двома гаванями, одна з яких призначалась для військовиків, інша — для торгових суден. Кнід був великим торговим містом, центром культу Афродіти, одним з шести членів Доричного союзу, місцем проведення Доричних ігор.

## Історія
Кнід згадувався у гомерівських гімнах. У давнину кнідці, які вважали себе нащадками спартанців, колонізували Ліпарські острови та Корчулу в Адріатиці. Геродот повідомляв, що під час наступу персів на чолі з Гарпагом кнідці безуспішно намагались прорити канал для того, щоб перетворити Тріопійський мис на острів Егейського моря.
До 412 року до н. е. Кнід був на боці Афін у війнах проти Спарти. Потім містом керували громадяни у дусі демократії, а у III столітті Кнід визнав владу Птолемеїв. Місто славилось обсерваторією астронома Евдокса, медичною школою та статуєю Афродіти роботи Праксітеля. За римського панування місто зберігало автономію, але знелюдніло до VII століття.

## Археологія
У 1857-59 роках руїни Кніда були досліджені англійцями під керівництвом Ньютона. Головною знахідкою археологів стала мармурова статуя Деметри. Під час розкопок 1970-их років археологи розкрили круглий доричний храм Афродіти, у якому було виявлено п'єдестал легендарної статуї Афродіти Кнідської.

## Відомі жителі та уродженці
- Евдокс Кнідський — математик та астроном.
- Діокл Кнідський — філософ.